# Estado de Mysore
El estado de Mysore era un estado independiente dentro de la Unión de la India existente desde 1948 hasta 1956 con Mysore como su capital. El estado se amplió considerablemente en 1956 cuando se convirtió en un estado de lengua kannada lingüísticamente homogénea, dentro de la Unión de la India. Su nombre se cambió en 1973 a Karnataka.

## Historia

Mapa del sur de la India antes de la reorganización de 1956, en verde el primigenio estado de Mysore, y delineado en azul el estado de Mysore expandido (después de 1956).

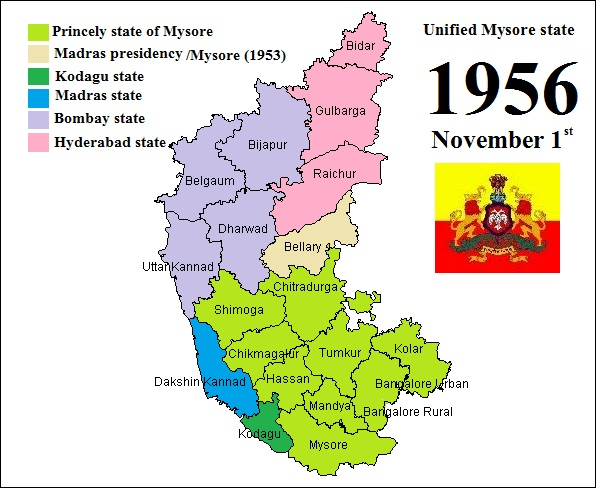
El estado unificado de Mysore en 1956.

El Reino de Mysore era uno de los tres estados principescos más grandes dentro del antiguo imperio británico de la India. Una vez que la India obtuvo su independencia en 1947, el maharajá de Mysore firmó el instrumento de adhesión que incorpora su reino con la Unión de la India el 15 de agosto de 1947. Los territorios del antiguo estado principesco de Mysore se reconstituyeron como un estado dentro de la India.
En 1956, el Gobierno de la India llevó a cabo una reorganización completa de los límites estatales, basada en el principio de la lengua compartida. Como resultado se promulgó el Acta de Reorganización de los Estados Indios el 1 de noviembre de 1956, por medio de la cual los distritos de habla kannada de Belgaum (excepto Chandgad taluk), Bijapur, Dharwar, y el Canara del Norte fueron transferidos del estado de Bombay al de Mysore. Los distritos de Bellary, Canara del sur y Udupi fueron transferidos del estado de Madrás y los distritos de Koppal, Raichur, Gulbarga y Bidar del estado de Hyderabad. También el pequeño estado Coorg fue agregado al estado de Mysore, convirtiéndose en un distrito de este. Aquellas áreas que hablaban el idioma kannada se unificaron por lo tanto en un solo estado. Como una gran parte de este nuevo estado comprendía el territorio del reino de Mysore, el nombre "Mysore" se mantuvo como el nombre del recién creado estado hasta que pasó a denominarse Karnataka el 1 de noviembre de 1973.